# Brochiraja
Brochiraja – rodzaj ryb chrzęstnoszkieletowych z rodziny Arhynchobatidae.

## Rozmieszczenie geograficzne
Do rodzaju należą gatunki występujące w wodach południowo-zachodniego Oceanu Spokojnego.

## Morfologia
Długość ciała do 80 cm.

## Systematyka
Rodzaj zdefiniowała w 2006 roku para ichtiologów – Australijczyk Peter R. Last i Amerykanin John D. McEachran – w artykule poświęconym opisowi nowego rodzaju rai z Nowej Zelandii wraz z opisem czterech nowych gatunków, opublikowanym w czasopiśmie New Zealand Journal of Marine and Freshwater Research. Gatunkiem typowym jest (oryginalne oznaczenie) B. asperula.

### Etymologia
Brochiraja: łac. brochus ‘wystające np. zęby’; raia ‘płaszczka, raja’.

### Podział systematyczny
Do rodzaju należą następujące gatunki:
- Brochiraja aenigma Last & McEachran, 2006
- Brochiraja albilabiata Last & McEachran, 2006
- Brochiraja asperula (Garrick & Paul 1974)
- Brochiraja heuresa Last & Séret, 2012
- Brochiraja leviveneta Last & McEachran, 2006
- Brochiraja microspinifera Last & McEachran, 2006
- Brochiraja spinifera (Garrick & Paul, 1974)
- Brochiraja vittacauda Last & Séret, 2012